# 玉龙蟹甲草
玉龙蟹甲草（学名：Parasenecio rockianus）是菊科蟹甲草属的植物，是中国的特有植物。分布在中国大陆的云南等地，生长于海拔2,400米的地区，一般生于山坡林缘，目前尚未由人工引种栽培。

## 异名
- Cacalia rockiana Hand.-Mazz.